# Pau Pérez de Pedro
Pau Pérez de Pedro (Barcelona, 1949) és un geògraf, geòleg, espeleòleg i dirigent esportiu.

## Biografia
Des que el 1964 es va iniciar en l'espeleologia, va participar en nombroses expedicions i en més de vint-i-cinc rescats com a coordinador de socors tant de la Federació Catalana d'Espeleologia com de l'Espanyola. Va ser el primer president de la Federació Catalana d'Espeleologia quan el Comitè Català d'Espeleologia, que presidia des de 1975, es va independitzar a finals de desembre de 1979 de la Federació d'Entitats Excursionistes de Catalunya, de la qual depenia, i es va constituir com a Secció Catalana d'Espeleologia a l'espera del seu reconeixement com a federació. Va deixar la presidència de la federació catalana el 1981, per ser president de la primera Federació Espanyola fins al 1992. La presidència de la federació espanyola, el va portar a ser també membre del Comitè Olímpic Espanyol, del qual va ser vicepresident (1991-2001), i el seu representant a la Comissió de Medi Ambient del Comitè Olímpic Internacional (CIO) i del Consejo Superior de Deportes, del qual va ser subdirector general d'Esports (1993-1996), i actualment n'és membre de mèrit del COE.
També va ser membre de la Unió Europea d'Espeleologia i director del Parc Natural de Sant Llorenç del Munt i l'Obac del 1989 al 2005.
Ha escrit diversos articles sobre espeleologia, com El Dr. Español i la Federació d'Espeleologia (1988), El Quaternari a la conca alta de la riera de les Arenes (1996) i Análisis de los accidentes espeleológicos en España durante el período 1992-1996 (1997), Olor de podrit. El despropòsit del Garraf (2006), La cueva 5 d'agost (2015). Tens un món per descobrir en l'espeleologia (1995). Espeleologia. Manual Pràctic (2018), Complex Berta: història d'una mina (2018). el manuscrito de la caja de galletas (2024).Sobre natura i medi ambient ha escrit més d'un centenar d'articles.
Ha rebut les distincions de l'Orde Olímpic del Comitè Olímpic Internacional (CIO) el 2001, l'Orde Olímpic del Comitè Olímpic Espanyol el 2008 i el Reial Orde del Mèrit Esportiu en categoria de plata (1993) i d'or, el 2011.
Ha estat assessor tècnic de la Direcció General de Prevenció i Extinció d'Incendis i Salvament de Catalunya per a la valoració del Concurs d'Especialistes en rescat de muntanya el 1985, ha col·laborat amb la Protecció Civil de l'Estat per a l'assessorament en rescats de muntanya i la construcció de l'Escola de Protecció Civil entre el 1986 i el 1992, també va col·laborar en l'elaboració de la proposta de la Ley del Deporte el 1993.